# Liste der Monuments historiques in Verpel
Die Liste der Monuments historiques in Verpel führt die Monuments historiques in der französischen Gemeinde Verpel auf.

## Liste der Immobilien
| Bezeichnung       | Beschreibung           | Standort              | Kennzeichnung | Schutzstatus | Datum | Bild           |
| ----------------- | ---------------------- | --------------------- | ------------- | ------------ | ----- | -------------- |
| Kirche St-Laurent | ab dem 13. Jahrhundert | Rue du Château (Lage) | PA00078539    | Classé       | 1846  | weitere Bilder |

## Liste der Objekte
| Bezeichnung                  | Beschreibung                                                          | Standort                        | Kennzeichnung | Schutzstatus | Datum | Bild |
| ---------------------------- | --------------------------------------------------------------------- | ------------------------------- | ------------- | ------------ | ----- | ---- |
| Rechter Seitenaltar          | Altartisch und Tabernakel; Kalkstein, Metall, vergoldet, um 1900      | in der Kirche St-Laurent (Lage) | PM08001082    | Inscrit      | 1977  |      |
| Linker Seitenaltar           | Altartisch und Tabernakel; Kalkstein, um 1900                         | in der Kirche St-Laurent (Lage) | PM08001081    | Inscrit      | 1977  |      |
| Kanzel                       | Eichenholz, um 1900                                                   | in der Kirche St-Laurent (Lage) | PM08001083    | Inscrit      | 1977  |      |
| Hauptaltar                   | Altartisch und Retabel; Eichenholz, 19. Jahrhundert                   | in der Kirche St-Laurent (Lage) | PM08001080    | Inscrit      | 1977  |      |
| Skulptur Heiliger Laurentius | Holz, farbig gefasst und vergoldet, erste Hälfte des 19. Jahrhunderts | in der Kirche St-Laurent (Lage) | PM08001085    | Inscrit      | 1977  |      |
| Kruzifix                     | Holz, farbig gefasst, 18. Jahrhundert                                 | in der Kirche St-Laurent (Lage) | PM08001084    | Inscrit      | 1977  |      |